# 杉田馨子
杉田 馨子（すぎた けいこ、1908年（明治41年）3月29日 – 1992年（平成4年）12月23日）は日本の政治家、衆議院議員（1期）。旧姓塚本。

## 来歴
東京市麻布区（現・東京都港区）に生まれる。1930年日本女子大学高等学部英文科卒。萬朝報の記者だった杉田省吾と結婚。その後は北京中央広播電台放送科に勤務する。1946年の第22回衆議院議員総選挙に茨城県から公職追放により立候補不可となった夫に代わって日本自由党公認で立候補して当選した。同年暮れに夫が死去した。
翌年の総選挙で茨城3区から立候補したが落選。落選後の1948年、政治資金に関する問題で衆議院不当財産取引調査特別委員会に証人喚問された。その後は易学に凝ったり、群馬県の四万温泉で旅館を経営し、晩年は老人ホームで余生を過ごした。1992年死去。
茨城県からは2005年に永岡桂子が当選するまで「茨城県唯一の女性代議士」とされた。